# Sint-Severinusbasiliek (Bordeaux)
De Sint-Severinusbasiliek (Basilique Saint-Seurin) is een basiliek in de Franse stad Bordeaux. Sinds 1998 staat zij op de Werelderfgoedlijst van UNESCO als onderdeel van de Franse pelgrimsroutes naar Santiago de Compostela. Het portaal en de crypte zijn overblijfselen van de romaanse kerk uit de 11de eeuw. Vanaf de 12de eeuw werd de kerk herbouwd; in de 14de en 16de eeuw werden kapellen toegevoegd. In de basiliek worden de relieken bewaard van Sint-Severinus van Bordeaux.